# Adam DiMarco

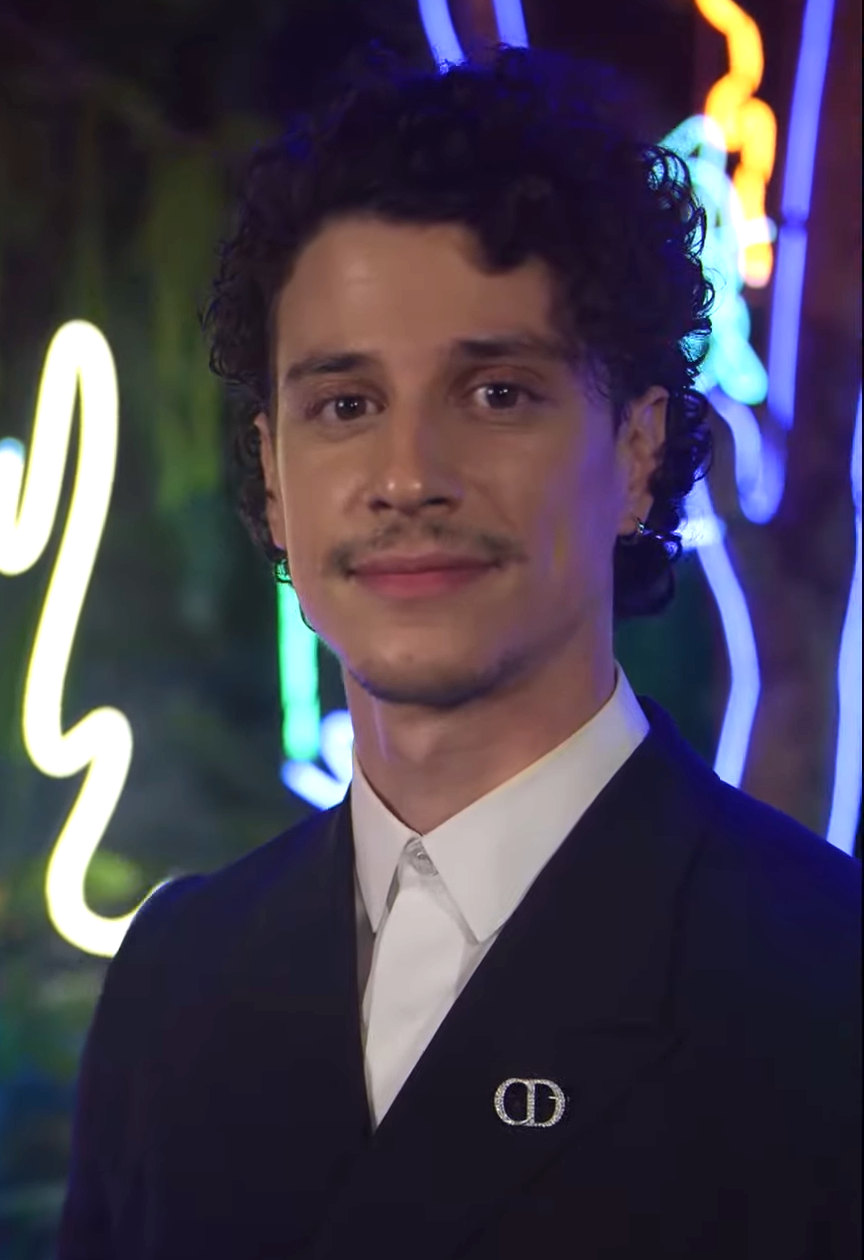
Adam DiMarco (2024)

Adam DiMarco (* 14. April 1990 in Oakville, Ontario) ist ein kanadischer Schauspieler und Sänger.

## Leben
DiMarco wurde im April 1990 in Oakville, Ontario, geboren. Er besuchte die Vancouver Film School und beteiligte sich am Vancouver Theatre Sports League.
Bekannt wurde er 2012 durch den Disney Channel Original Movies Radio Rebel – Unüberhörbar, in dem er die Rolle des Gavin Morgan spielte. Zuvor war er in den Spielfilmen Do Something with Your Life (2011) und Gay Dude (2012) sowie in zwei Gastauftritten in R.L. Stine’s The Haunting Hour (2011, 2012) zu sehen gewesen. Seit Januar 2012 mimt er den Kirby Nystoruk in der Abenteuer-Dramafernsehserie Arctic Air. 2013 war er neben Katie Cassidy in dem Thriller Kill for Me – Düsteres Geheimnis zu sehen. Im selben Jahr hatte er einen Gastauftritt bei Supernatural.
DiMarco lebt zeitweise in Vancouver und Yellowknife. Nebenbei macht er Musik. So ist er in Radio Rebel – Unüberhörbar mit den Liedern Turn It All Around, We So Fly und Now I Can Be The Real Me zu hören.

## Filmografie (Auswahl)
- 2011: Do Something with Your Life
- 2011–2012: R. L. Stine’s The Haunting Hour (Fernsehserie, 2 Episoden)
- 2012: Gay Dude
- 2012–2013: Arctic Air (Fernsehserie, 14 Episoden)
- 2012: Radio Rebel – Unüberhörbar (Radio Rebel, Fernsehfilm)
- 2012: Kiss at Pine Lake (Fernsehfilm)
- 2012: A Killer Among Us (Fernsehfilm)
- 2013: Kill for Me – Düsteres Geheimnis (Kill for Me)
- 2013: Supernatural (Fernsehserie, Episode 8x18)
- 2013: After All These Years (Fernsehfilm)
- 2014: Words & Pictures – In der Liebe und in der Kunst ist alles erlaubt (Words and Pictures)
- 2014: Reine Männersache (Date and Switch)
- 2014: Ferngesteuert (Zapped, Fernsehfilm)
- 2014: Girlhouse – Töte, was du nicht kriegen kannst (Girlhouse)
- 2014: What an Idiot
- 2016: Marrying the Family
- 2016: Motive (Fernsehserie, 1 Episode)
- 2016: Second Chance (Fernsehserie, 1 Episode)
- 2016–2017: The Magicians (Fernsehserie, 5 Episoden)
- 2019–2020: The Order (Fernsehserie, 20 Episoden)
- 2021: The Good Doctor (Fernsehserie, 1 Episode)
- 2022: Pillow Talk (Fernsehserie, 10 Episoden)
- 2022: The White Lotus (Fernsehserie, 7 Episoden)
- 2025: Überkompensation (Fernsehserie, 8 Episoden)